# Tedzson Világbajnoki Stadion
A Tedzson Világbajnoki Stadion egy labdarúgó sportlétesítmény Tedzsonban, Dél-Koreában. Eredetileg a 2002-es labdarúgó-világbajnokságra épült, két csoportmérkőzést és egy nyolcaddöntőt rendeztek itt. 1998 és 2001 között épült és 2001. szeptember 13-án nyitották meg. A létesítmény 2002 óta a Tedzson Hana Citizen otthonául szolgál.

## Események

### 2002-es labdarúgó-világbajnokság
| Dátum            | Pályaválasztó           | Eredmény | Vendég           | Forduló      |
| ---------------- | ----------------------- | -------- | ---------------- | ------------ |
| 2002. június 12. | Dél-afrikai Köztársaság | 2 – 3    | Spanyolország    | B csoport    |
| 2002. június 14. | Lengyelország           | 3 – 1    | Egyesült Államok | D csoport    |
| 2002. június 18. | Dél-Korea               | 2 – 1    | Olaszország      | Nyolcaddöntő |